# مسند فاطمةالزهراء
مسند فاطمةالزهراء اثر جلال‌الدین سیوطی کتابی شامل روایات دربارهٔ فاطمه زهرا است. تعداد روایات کتاب ۲۸۴ روایت است که تکراری و مشابه نیز در آن موجود است. تعداد روایت منقول از فاطمه زهرا در این کتاب ۲۴ روایت است. دیگر روایات شامل روایات دربارهٔ رابطهٔ پیامبر اسلام و فاطمه زهرا یا رابطهٔ پیامبر و اهل بیت، اعمال و خصائص فاطمه زهرا و تعدادی روایت حاشیه‌ای و یا بی‌ارتباط و جعلی است. منابع این کتاب، صحاح سته به‌همراه نوزده کتاب دیگر است که برخی از مهم‌ترین آن‌ها عبارتند از: مستدرک حاکم، حلیه الاولیاء ابونعیم، الکامل ابن عدی، التاریخ خطیب بغدادی، جامع الکبیر طبرانی، سنن دارقطنی و سنن کبری بیهقی است.